# لايتون كوني
لايتون كوني هو مدرس وسياسي أمريكي، ولد في 1944 في مين في الولايات المتحدة. نشط حزبياً في الحزب الديمقراطي. وقد انتخب أمين صندوق الدولة ‏ وانتخب عضو مجلس نواب مين ‏.